# Lewisburg (Wirginia Zachodnia)
Lewisburg – miasto w Stanach Zjednoczonych, w stanie Wirginia Zachodnia, w hrabstwie Livingston.